# Serra Caiada
Serra Caiada is een gemeente in de Braziliaanse deelstaat Rio Grande do Norte. De gemeente telt 8.703 inwoners (schatting 2009).